# Runensteine von Bjälbo

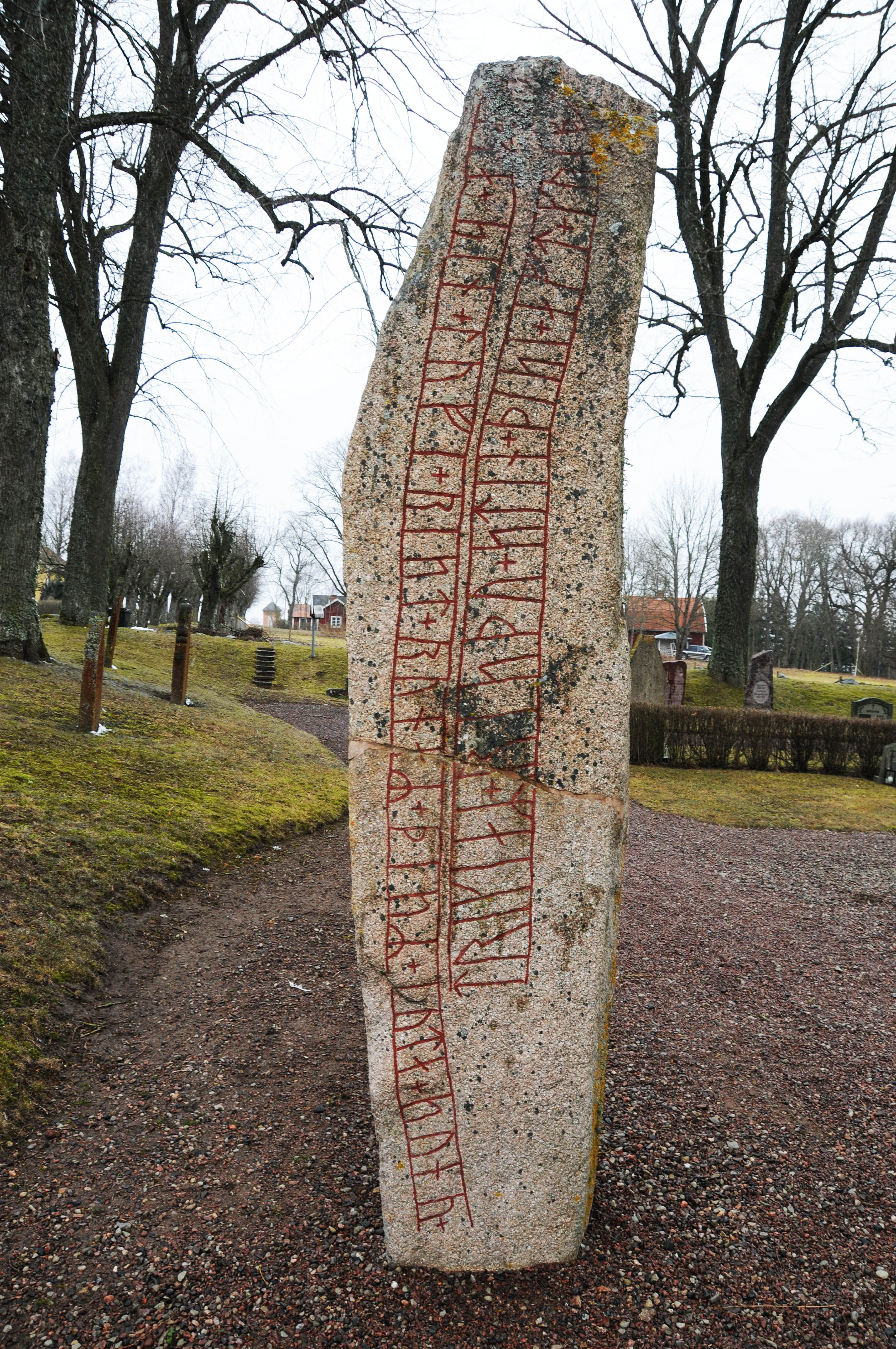
Runenstein Ög 64 von Bjälbo

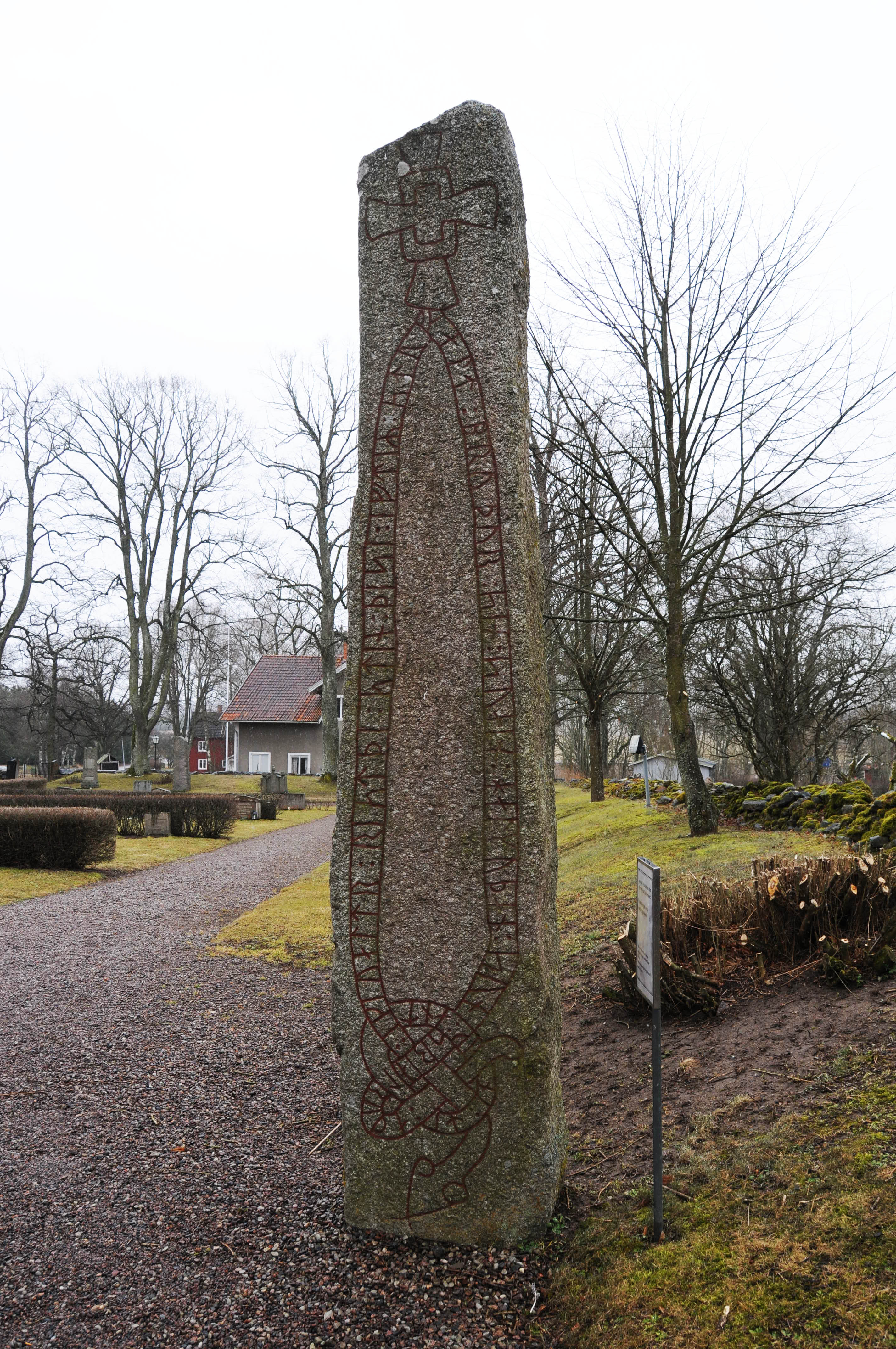
Runenstein Ög 66 von Bjälbo

Die Runensteine von Bjälbo (Ög 64 bis Ög 66) sind/waren drei Runensteine an der Kirche von Bjälbo in Mjölby, im Westen von Östergötland in Schweden. Ög 64 und Ög 66 stehen auf dem Friedhof. Ög 65, der auch in der Kirche gefunden wurde, ging verloren.

## Runenstein Ög 64
Ög 64 ist ein 3,2 m hoher, schlanker Granitstein, der in der Kirche eingemauert gefunden wurde. Der Stein wurde 1935 zusammen mit Ög 66 aus der Mauer entfernt, repariert und auf den Friedhof versetzt. Die Inschrift im jüngeren Futhark, die sich ohne jede Ornamentierung in einer gebogenen Linie befindet, wird als der für dänische Steine typische Runensteinstil RAK klassifiziert. Dies gilt für Textbänder mit geraden Enden ohne Schlangen oder andere Bilder. Die Inschrift stammt von einem Runenmeister namens Lófi, der auf keinem anderen erhaltenen Runenstein auftaucht.
Der Text besagt, dass der Stein von den Mitgliedern einer Wikingerzunft als Denkmal für einen Mann namens Greipr errichtet wurde. Die Zunft benennt sich im Einzelnen nicht, aber der Runenmeister Lófi war auch Mitglied der Gilde (schwedisch gillen).
Ög 64 ist einer von vier Runensteinen, die Zünfte in der Wikingerzeit (800–1050 n. Chr.) Schwedens erwähnen, die anderen drei sind U 379 in Kyrkogården, U 391 in Prästgatan und Ög MÖLM 1960;230 in Törnevalla. Diese und andere Steine, die sogenannte Félags (Partnerschaften; vgl. engl. Fellow) belegen (wie der Skivarpsstenen DR 270 in Schonen), werden als Belege für Handelsaktivitäten angesehen. Die Gildenmitglieder bezeichnen sich als „drængiaʀ“ (deutsch „tapfere Männer“). „Drengr“ ist üblicherweise ein Titel, der mit Kämpfern assoziiert wird, aber auf dem RunensteinÖg Mölm 1960;230 wurde er als Bezeichnung für ein Gildemitglied verwendet, was darauf deutet, dass der Begriff auch unter Kaufleuten verwendet wurde.

## Runenstein Ög 65
Ög 65 ist die Bezeichnung für eine Inschrift, die in der Kirche von Bjälbo aufgenommen wurde und seither verloren ging. Der Stein wurde, basierend auf seinem teilweise rekonstruierten Text, von einem Mann zum Gedenken an seine Frau Ragnhildr errichtet.

## Runenstein Ög 66
Ög 66 ist ein etwa 4,0 m hoher, 70 cm breiter und 45 cm dicker, schlanker Granitstein. Der Stein war in der Kirche eingemauert und wurde 1935 zusammen mit Ög 64 auf den Friedhof versetzt. Die Inschrift im jüngeren Futhark steht im für schwedische Steine typischen Schlangenband und wird als im Runensteinstil Fp geschnitzt klassifiziert. Die Klassifizierung gilt für Textbänder mit Schlangen- oder Tierköpfen, die in Vogelperspektive (schwedisch fågelperspektiv) dargestellt sind. Kopf und Schwanz der Schlange bilden einen Knoten am unteren Ende des Steins. Zuoberst befindet sich ein christliches Kreuz. Der Text besagt, dass der Stein von Ingivaldr als Denkmal für seinen Bruder Styfjaldr, der der Sohn von Spjallboði war, aufgestellt wurde. Weil der Stein mit dänischen Runen geschnitten wurde, glaubt man, dass Styvjad aus Dänemark stammte.
Da zumindest zeitweise die Regel bestand, dass zwei aufeinanderfolgende identische Buchstaben durch eine einzige Rune dargestellt werden, selbst wenn sie am Ende des einen Wortes stehen und den Anfang des zweiten Wortes bilden und Trennzeichen nicht einheitlich verwendet wurden, gibt es zwei mögliche, aber ähnliche Transliterationen des Runentextes.
In der Nähe steht der Runenstein von Högby.